# フサイン朝

チュニス君侯国
بايليك تونس（アラビア語）
Beyliğ-i Tunus（オスマン・トルコ語）
Beylicat de Tunis（フランス語）

国歌: サラーム・アル・ベイ
1707年のフサイン朝（ピンク色の部分）

フサイン朝（フサインちょう、フランス語: Beylicat de Tunis、オスマン語: Beyliğ-i Tunus）は、1705年にムラード朝が滅亡した後に成立したチュニジアの王朝。

## 概要
フサイン朝は、1705年にムラード朝が滅亡した後に成立したチュニジアの王朝。名目上は、ムハンマド・アリー朝と同じくオスマン帝国領内の世襲制が認められた君侯国（ベイリク）の一つに過ぎず、君主号もベイ（君侯）であった。
1881年にフランスの保護領となり、以後、フランス総督がチュニジアにおける内政と外交の全権を持っていたが、名目上の統治者としてフサイン朝の君主がおり、フサイン朝はフランス統治下においても存続していた。1956年にフランスから独立する際、チュニジア王国として君侯国から王国に昇格した。

## 歴代君主
1. フサイン1世（1705年 - 1735年）
2. アリー1世（1735年 - 1756年）
3. ムハンマド1世（1756年 - 1759年）
4. アリー2世（1759年 - 1782年）
5. ハンムーダ（1782年 - 1814年）
6. ウスマーン（1814年）
7. マフムード（1814年 - 1824年）
8. フサイン2世（1824年 - 1835年）
9. ムスタファー（1835年 - 1837年）
10. アフマド1世（1837年 - 1855年）
11. ムハンマド2世（1855年 - 1859年）
12. ムハンマド3世（1859年 - 1882年）
13. アリー3世（1882年 - 1902年）
14. ムハンマド4世（1902年 - 1906年）
15. ムハンマド5世（1906年 - 1922年）
16. ムハンマド6世（1922年 - 1929年）
17. アフマド2世（1929年 - 1942年）
18. ムハンマド7世（1942年 - 1943年）
19. ムハンマド8世（1943年 - 1957年）